# The Londoner
O The Londoner é um jornal publicado periodicamente pela Greater London Authority. O jornal inclui noticias apenas sobre os transportes públicos de Londres, como o Metro de Londres por exemplo.